# Сан-Лупо
Сан-Лупо (итал. San Lupo) — коммуна в Италии, располагается в регионе Кампания, в провинции Беневенто.
Население составляет 845 человек (2008 г.), плотность населения составляет 57 чел./км². Занимает площадь 15 км². Почтовый индекс — 82034. Телефонный код — 0824.
Покровителем коммуны почитается святой Луп из Труа, празднование 29 июля.

## Демография
Динамика населения:

## Администрация коммуны
- Официальный сайт: